# Johannes Hoffmann (Politiker, 1867)

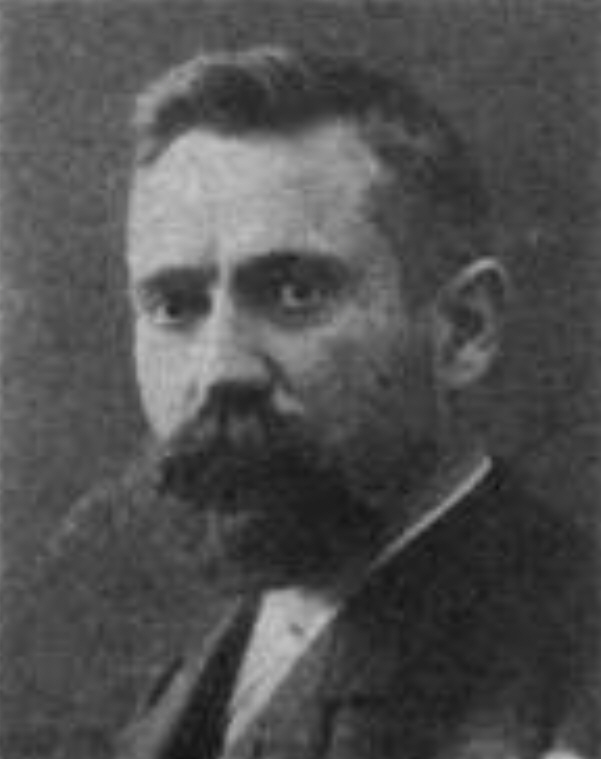
Johannes Hoffmann

Johannes Hoffmann (* 3. Juli 1867 in Ilbesheim bei Landau in der Pfalz; † 15. Dezember 1930 in Berlin) war ein deutscher Politiker der DtVP und SPD. 1919/20 war er Bayerischer Ministerpräsident. Danach entwickelte er sich jedoch zu einem Dissidenten, der sich erfolglos für die Unabhängigkeit der linksrheinischen Pfalz von Bayern einsetzte.

## Frühe Jahre
Hoffmann war der Sohn des Ackerers Peter Hoffmann und seiner Frau Eva Maria, geborene Keller. Seine Jugend verbrachte er in Wollmesheim. Von 1877 bis 1882 besuchte er das Gymnasium in Landau, danach bis 1885 die Präparandenanstalt in Edenkoben und bis 1887 das Lehrerseminar in Kaiserslautern. In der Folge hatte er mehrere Schulstellen, unter anderem Kaiserslautern und Callbach. 1892 heiratete er in Bergzabern Luise Ackermann, mit der er zwei Söhne hatte. Sein Sohn Hans war von 1947 bis 1951 Finanzminister des Landes Rheinland-Pfalz.
Von 1899 bis 1904 war er Mitglied des Stadtrats von Kaiserslautern für die linksliberale Deutsche Volkspartei (nicht zu verwechseln mit der späteren rechts- bzw. nationalliberalen Partei gleichen Namens in der Weimarer Republik). 1907 trat er der SPD bei und 1908 wurde er als Abgeordneter der SPD in den Landtag gewählt. Infolge seiner Kandidatur für die Sozialdemokraten ging die Kreisregierung in Speyer disziplinarisch gegen ihn vor, woraufhin er aus dem Staatsdienst austrat. 1910 kehrte er in den Stadtrat zurück und wurde Erster Adjunkt; während des Krieges musste er den Kriegsdienst leistenden Oberbürgermeister Küffner vertreten.
1912 wurde er für den Wahlkreis Kaiserslautern-Kirchheimbolanden in den Reichstag gewählt, dessen Mitglied er bis zu seinem Tode blieb. 

## Politiker im Freistaat Bayern
Von November 1918 bis März 1919 war er bayerischer Kultusminister in der Regierung von Kurt Eisner. Nach dessen Ermordung wurde er am 17. März 1919 als Verfechter einer pluralistisch-parlamentarischen Demokratie vom Landtag zum Ministerpräsidenten und Außenminister Bayerns gewählt, behielt aber auch die Leitung des Kultusministeriums. In seiner kurzen Regierungszeit wurde im Frühjahr 1919 die sogenannte bayerische Einwohnerwehr gegründet, bei deren Gründung zunächst der Selbstschutzgedanke der Bevölkerung  und besonders die Angst der Landbevölkerung vor Plünderungen im Vordergrund stand, wie umfangreiche Akten im Staatsarchiv Amberg belegen.
Gegen diese Regierung wurde am 7. April vom Zentralrat der bayerischen Republik unter Ernst Niekisch und vom Revolutionären Arbeiterrat die bayerische Räterepublik in München ausgerufen, der sich auch einige andere bayerische Städte anschlossen. Diese Räterepublik war in ihrer ersten Phase dominiert von pazifistischen und anarchistischen Intellektuellen. Nach dem von Rotgardisten vereitelten sogenannten Palmsonntagsputsch am 13. April 1919 führten Anhänger und Mitglieder der Kommunistischen Partei Deutschlands die Räteregierung an.
Ab Mitte April 1919 griffen vom nach Bamberg ausgewichenen Kabinett Hoffmann zu Hilfe gerufene Freikorpseinheiten, vereinzelt auch als Weiße Truppen bezeichnet, die Verteidiger der Räterepublik an und eroberten zusammen mit preußischen und württembergischen Reichswehrverbänden München bis zum 2. Mai 1919 zurück. Im Laufe der Kämpfe kam es auf beiden Seiten zu Grausamkeiten, bei denen hunderte Menschen starben, in der Mehrzahl als Opfer der rechtsextremen Freikorps.
Nach dem Kapp-Putsch im März 1920 trat Hoffmann als Ministerpräsident des Freistaates Bayern zurück. Ihm folgte Gustav Ritter von Kahr (Kabinette von Kahr I und II).

## Wirken in der bayerischen Pfalz
Ende April zog Hoffmann nach Kaiserslautern und kandidierte für das Amt des Oberbürgermeisters von Ludwigshafen am Rhein, unterlag aber in der Wahl. Hoffmann trat wieder in den Schuldienst ein. Er wurde am 6. Juni wieder in den Landtag gewählt, verzichtete aber am 24. August 1920 auf das Mandat.
Am 23. Oktober 1923 erklärte Hoffmann gemeinsam mit Friedrich Wilhelm Wagner und Paul Kleefoot dem französischen General Adalbert François Alexandre de Metz, dass sie in der französisch besetzten Pfalz einen selbständigen Staat innerhalb des Deutschen Reiches bilden wollten. Der Versuch scheiterte und Hoffmann wurde aus dem Schuldienst entlassen. Ein Antrag auf Aufhebung seiner Immunität als Reichstagsabgeordneter wurde im Zusammenhang mit einer Amnestieregelung im Dawes-Plan (August 1924) nicht weiter verfolgt. 
Hoffmann starb 1930. Der bayerische Ministerrat verweigerte seiner Witwe eine Pension.